# 赤坂明
赤坂明（日语：／ Akasaka Aka，1988年8月29日—），日本漫畫原作者、插画家、原漫畫家，男性，新潟县佐渡市出身，知名作品為《【我推的孩子】》，《輝夜姬想讓人告白～天才們的戀愛頭腦戰～》。

## 生平
高中畢業後馬上開始當助手，跟隨過片岡人生和樋口彰彦。4年後出道成為漫畫家。
曾在Twitter上自稱不擅長畫巨乳。
2020年1月，憑藉《輝夜姬想讓人告白～天才們的戀愛頭腦戰～》榮獲第65屆《小學館漫畫賞》一般向部門獎。
2022年11月，在《輝夜姬想讓人告白～天才們的戀愛頭腦戰～》連載結束後，宣布以後不再繪製漫畫，並專注於創作故事。

## 作品

### 連載
- 《離別的鋼琴奏鳴曲》漫畫版（擔任作畫，原作：杉井光，角色設計：植田亮，KADOKAWA《電擊魔王》，2011年4月號—2012年9月號，全3卷）
- 《Ib -instant bullet-（日语：ib インスタントバレット）》（KADOKAWA《電擊魔王》，2013年9月號—2015年10月號，全5卷）
- 《輝夜姬想讓人告白～天才們的戀愛頭腦戰～》（集英社《Miracle Jump》2015年6月號—2016年2月號 ⇒ 集英社《週刊YOUNG JUMP》2016年17號—2022年49號，全28卷）
- 《【我推的孩子】》（擔任原作，作畫：橫槍萌果，集英社《週刊YOUNG JUMP》2020年21號—2024年50號，全16卷）
- 《戀愛代理》（恋愛代行；擔任原作，作畫：西澤5mm，集英社《週刊YOUNG JUMP》2023年第22、23合併號—2024年第27號[9]，全4卷）
- 《童話王冠》（與、共同創作，集英社《週刊YOUNG JUMP》2025年16號[10]—）

### 插畫
- 《喪女會的不當日常》（作者：海冬零兒，2012年）全3卷
- （作者：青海間司，2013年）全2卷
- （作者：近藤誠，2013年）
- （作者：泉和良，2014年）
- （作者：瀬川コウ，2015年—2016年）全3卷
- （作者：伴名練，2019年）

### 其他
- 《寄宿學校的茱麗葉》：動畫第八話片尾插畫
- IA（擔任角色設計，日本經紀公司 1st Place 出品的語音合成角色。初版採用Vocaloid引擎，後續版本採用CeVIO引擎）